# Olivier Pickeu
Olivier Pickeu, né le 24 février 1970 à Armentières (Nord), est un footballeur français, devenu dirigeant de football. 
Il est président du Stade Malherbe Caen d'août 2020 à septembre 2024. Il a été auparavant, pendant 14 ans, le directeur sportif d'Angers SCO.

## Biographie

### Joueur
Olivier Pickeu nait et grandit à Armentières, dans le Nord, au sein d'un milieu ouvrier. Il découvre le football au CS Erquinghem puis à la Jeunesse athlétique armentièroise. Arrivé au centre de formation du Lille OSC en cadets, il est sélectionné en 1986 par l'Institut national de football, alors basé à Vichy, où il poursuit sa préformation pendant trois ans. En janvier 1988 les pensionnaires de l'INF quittent Vichy et s'installent à Clairefontaine. En 1989, il est contacté par Robert Nouzaret, l'entraineur du SM Caen, récemment promu en première division du championnat de France, et y signe son premier contrat professionnel. Il dispute son premier match le 2 aout 1989 contre le SC Toulon (2-0). Il reste cependant la première saison dans l'ombre des autres attaquants Fabrice Divert, Brian Stein et Yvan Lebourgeois. Il est prêté la saison suivante au Tours FC, en Division 2, pour gagner du temps de jeu, alors qu'il fait en même temps ses classes au bataillon de Joinville. 
En février 1990, à tout juste 20 ans, il honore sa première sélection avec l'équipe de France espoirs contre l'Allemagne. Il connait quatre autres sélections avant l'été, dont trois lors du tournoi de Toulon 1990. Il est rappelé l'année suivante pour l'édition 1991 du tournoi, aux côtés de Zinédine Zidane et Patrice Loko notamment. Il est titulaire lors de deux matchs de poule, au cours desquels il marque un but face aux Etats-Unis, puis en finale face à l'Angleterre, mais les Bleuets s'inclinent 1-0 sur un but d'Alan Shearer. 
Pickeu revient en 1991 à Caen où l'explosion du duo formé par Xavier Gravelaine et Stéphane Paille le cantonne à un rôle de joker,. Malgré la qualification européenne du club en fin de saison, il demande à partir pour gagner du temps de jeu. Il est prêté avec option d'achat au Montpellier HSC, dont le directeur sportif est son premier entraineur à Caen, Nouzaret. Il y remporte en arrivant la Coupe d'été, puis inscrit un doublé face à Caen lors de son premier match de championnat. Il réalise un début de saison remarqué, mais joue ensuite moins et termine finalement la saison avec huit buts. En fin de saison, Montpellier est interdit de recrutement et ne peut finalement réaliser son transfert. Il signe finalement au Toulouse FC, dont il est une des seules recrues. La saison 1993-1994 s'avère un chemin de croix, autant pour l'attaquant, qui joue peu et ne marque aucun but, que pour l'équipe toulousaine, qui passe la saison parmi les relégables et termine au 19e rang. Devenu titulaire la saison suivante en 2e division, il participe activement à la bonne saison toulousaine, qui échoue de peu dans son objectif de remonter dans l'élite.
En 1995, il signe à Amiens où il retrouve comme entraineur un formateur connu à Lille, Arnaud Dos Santos. En trois saisons de 2e division il inscrit 46 buts en 118 matchs, ce qui en fait un des meilleurs buteurs de l'histoire récente du club. Lors de sa 3e saison particulièrement, il inscrit 17 buts, l'un des meilleurs totaux du championnat, dont le seul but du match sur le terrain du Lille OSC, candidat déclaré et finalement malheureux à la promotion en D1. L'été suivant, alors qu'il est sollicité par plusieurs clubs, dont certains en D1, il choisit de rejoindre son club formateur. Recrue vedette de l'intersaison lilloise, il signe un contrat de deux ans. Apres un début de saison manqué, l'entraineur Thierry Froger est remplacé par Vahid Halilhodžić. Pickeu performe d'abord, aidant l'équipe à combler son retard sur le peloton de tête, mais se blesse en janvier et peine à convenir au style de jeu prôné par l'entraineur, et finalement l'équipe termine 4e, devancé seulement à la différence de buts. Alors que Halilhodžić obtient le transfert de l'attaquant manceau Dagui Bakari, Pickeu fait le chemin inverse. Il joue deux nouvelles saisons en Division 2, aux côtés de plus jeunes attaquants comme Didier Drogba, Stéphane Samson et Daniel Cousin.  
Pickeu part ensuite au Portugal, où il signe  au Varzim SC, tout juste promu en première division. Il joue douze matchs, essentiellement en deuxième partie de saison, et marque un but, participant au premier maintien dans l'élite du modeste club de la banlieue de Porto depuis 1987. L'été suivant il est contacté par le Stade de Reims, fait un essai concluant et signe un nouveau contrat d'un an. Apres des débuts difficiles, il rend de bons services en milieu de saison, qui n'empêchent cependant pas le club d'être finalement relégué en National. Il choisit de mettre là un terme à sa carrière de footballeur.

### Dirigeant
Pickeu dit avoir réfléchi dès sa saison lilloise, alors qu'il n'a que 28 ans, au fait de devenir manager général d'un club de football ; alors qu'en parallèle son frère Benoit se forme au métier de préparateur physique. En 2003, quand il arrête sa carrière de joueur professionnel, il part s'installer au Mans avec sa famille. Il s'y lie d'amitié avec un jeune entrepreneur, Willy Bernard. Dirigeant du club amateur du CO Pontlieue, il convainc Pickeu d'y jouer pour l'aider à monter en Division d'honneur. Surtout il ambitionne d'acheter un club de football professionnel, ils décident donc de réaliser leur projet ensemble.  
En mai 2006, Angers SCO, club historique du championnat de France englué depuis plusieurs saisons en National, en grande difficulté financière, se trouve à vendre après le retrait de son actionnaire majoritaire. Bernard rachète le club et fait de Pickeu son directeur sportif, avec une totale liberté quant au choix des hommes. S'il pense initialement à ses anciens coéquipiers Philippe Montanier et Hubert Fournier pour devenir entraîneur, il recrute finalement Jean-Louis Garcia, qui a fait remonter le SC Toulon en National. Son frère Benoit Pickeu rejoint à son tour le club en 2007. Avec Garcia aux commandes et grâce à un recrutement réussi, le club remonte immédiatement en Ligue 2 et se positionne rapidement en candidat à la Ligue 1, disputant au passage une demi-finale de Coupe de France en 2011, tout en affichant des comptes financiers positifs.  
Début 2011, Bernard est visé par une enquête de la justice pour abus de bien sociaux. Pickeu est également placé un temps en garde à vue, sans suite. Après le départ de Garcia et de son staff au RC Lens en 2011, Pickeu choisit de confier l’équipe première à l’entraîneur de la réserve Stéphane Moulin, sans entraver la montée puissance du club angevin. Mais Bernard est contraint de vendre le club. En décembre 2011, Saïd Chabane, entrepreneur dans l'agroalimentaire, le rachète et maintient sa confiance au duo Pickeu-Moulin. Pickeu a su se rendre indispensable, grâce à ses bonnes relations humaines avec les membres et partenaires du club, et ses recrutements très souvent réussis : Do Marcolino en 2006, Ben Khalfallah et Alo’o Efoulou (élu meilleur joueur de L2 en 2009) en 2007, Ecuele Manga en 2008, Modeste, Keseru, Charbonnier en 2009, Thomas, Yattara en 2013, Camara, Kodjia (élu meilleur joueur de L2 en 2015) en 2014, Mangani, Capelle en 2015, etc.  
Le club est finalement promu en Ligue 1 en 2015 et s'y maintient les cinq saisons suivantes, sans terminer plus bas que la 14e place, malgré ses moyens limités. En Coupe de France, les Angevins accèdent de nouveau au stade des demi finales en 2014, puis se qualifient pour la finale en 2017, perdue face au Paris SG pendant le temps additionnel (0-1). Le club se fait remarquer à la fois par ses performances sportives et sa capacité nouvelle à revendre de jeunes joueurs talentueux. Entre 2017 et 2019, Diedhou, Pépé, Toko Ekambi, Tait et Reine-Adélaïde, formés au club ou recrutés pour montants très modestes, sont cédés pour des montants records,. Cette réussite durable vaut à Pickeu d'être approchés par des clubs concurrents, notamment l'AS Monaco et le RC Lens, mais il reste fidèle à Angers. Cependant ses méthodes, et notamment qu'il puisse toucher un intéressement sur le montant des transferts, semblent commencer à poser problème en interne. 
Le 10 mars 2020, il est mis à pied de son poste, à titre conservatoire, par le président Chabane. Cette suspension intervient alors que le club d'Angers procède à un remaniement de son organigramme. Le 10 avril 2020, il est officiellement congédié, avec effet immédiat, pour « fautes graves caractérisées et répétées, de nature à porter atteinte aux intérêts du club », ce qu'il réfute. Le club angevin sera condamné en janvier 2022 à lui verser près de 3 millions d'euros. Pickeu rencontre peu après les dirigeants de l'Olympique de Marseille en vue d'un éventuelle collaboration,, sans suite. 
Le 29 août 2020, il est nommé président du SM Caen, alors en Ligue 2, quelques heures avant le match entre le SM Caen et l’AC Ajaccio. Il prend la succession de Fabrice Clément à la suite du rachat du club par le fonds d'investissement américain Oaktree et l'homme d'affaires Pierre-Antoine Capton. Il explique alors son accord comme un choix du cœur, le SM Caen étant le club de ses débuts de joueur et son épouse étant originaire de la région. Au bout d'une saison très difficile, marqué par un plan social et le licenciement de l’entraîneur Pascal Dupraz avant la fin de la saison, le club normand se maintient in extremis en Ligue 2. 
En juin 2021, il officialise l'arrivée à Caen de Stéphane Moulin au poste d’entraîneur, accompagné de son staff composé notamment de Serge Le Dizet et de Benoit Pickeu. Ils signent un contrat de trois ans, avec l'objectif annoncé de faire remonter le club en Ligue 1 sur la période. Son mandat de président du club se termine à l'issue de l'AG du 9 septembre 2024.

## Statistiques

### Joueur
| Saison    | Équipe          | Compétition | Championnat | Championnat | Championnat | Coupe de France | Coupe de France | Coupe de la Ligue | Coupe de la Ligue | Total  | Total |
| Saison    | Équipe          | Compétition | Matchs      | Titulaire   | Buts        | Matchs          | Buts            | Matchs            | Buts              | Matchs | Buts  |
| --------- | --------------- | ----------- | ----------- | ----------- | ----------- | --------------- | --------------- | ----------------- | ----------------- | ------ | ----- |
| 1989-1990 | SM Caen         | D1          | 8           | 0           | 0           |                 |                 |                   |                   | 8      | 0     |
| 1990-1991 | Tours FC        | D2          | 32          |             | 6           | 3               | 2               |                   |                   | 35     | 8     |
| 1991-1992 | SM Caen         | D1          | 27          | 12          | 4           | 4               | 1               |                   |                   | 31     | 5     |
| 1992-1993 | Montpellier HSC | D1          | 30          | 15          | 8           | 3               | 0               | 2                 | 2                 | 35     | 10    |
| 1993-1994 | Toulouse FC     | D1          | 18          | 9           | 0           | 2               | 0               |                   |                   | 20     | 0     |
| 1994-1995 | Toulouse FC     | D2          | 39          | 28          | 8           |                 |                 | 4                 | 3                 | 43     | 11    |
| 1995-1996 | Amiens SC       | D2          | 38          | 36          | 16          | 1               | 0               | 2                 | 1                 | 41     | 17    |
| 1996-1997 | Amiens SC       | D2          | 42          | 38          | 13          | 1               | 0               | 1                 | 0                 | 44     | 13    |
| 1997-1998 | Amiens SC       | D2          | 38          | 38          | 17          |                 |                 | 1                 | 0                 | 39     | 17    |
| 1998-1999 | Lille OSC       | D2          | 34          | 24          | 7           | 2               | 0               | 1                 | 0                 | 37     | 7     |
| 1999-2000 | Le Mans UC 72   | D2          | 27          | 22          | 4           |                 |                 | 1                 | 1                 | 28     | 5     |
| 2000-2001 | Le Mans UC 72   | D2          | 18          | 16          | 5           |                 |                 | 1                 | 0                 | 19     | 5     |
| 2001-2002 | Varzim SC       | Prim. Liga  | 12          | 6           | 1           |                 |                 |                   |                   | 12     | 1     |
| 2002-2003 | Stade de Reims  | L2          | 25          | 20          | 1           | 1               | 0               | 1                 | 0                 | 27     | 1     |
| Total     | Total           | Total       | 388         | 264         | 90          | 17              | 3               | 14                | 7                 | 419    | 100   |

### Dirigeant
2006-2020 : SCO Angers (directeur sportif)
| Saison    | Champ    | Cl  | Pts | J  | G  | N  | P  | Bp | Bc | Dif | CdF     | CdL          | TdC | CE | M. buteur        | B  | Entraîneur        | Aff       |
| --------- | -------- | --- | --- | -- | -- | -- | -- | -- | -- | --- | ------- | ------------ | --- | -- | ---------------- | -- | ----------------- | --------- |
| 2006-2007 | National | 3e  | 71  | 38 | 20 | 11 | 7  | 53 | 29 | 24  | 7e tour | Non Qualifié |     |    | Do Marcolino     | 26 | Jean-Louis Garcia | +005 295, |
| 2007-2008 | L2       | 10e | 53  | 38 | 13 | 14 | 11 | 39 | 35 | 4   | 8e f.   | 1er tour     |     |    | Alo'o Efoulou    | 14 | Jean-Louis Garcia | +006 974, |
| 2008-2009 | L2       | 7e  | 53  | 38 | 13 | 14 | 11 | 46 | 42 | 4   | 8e tour | 2e tour      |     |    | Alo'o Efoulou    | 12 | Jean-Louis Garcia | +007 398, |
| 2009-2010 | L2       | 5e  | 55  | 38 | 15 | 10 | 13 | 46 | 43 | 3   | 16e f.  | 1er tour     |     |    | Anthony Modeste  | 20 | Jean-Louis Garcia | +006 591, |
| 2010-2011 | L2       | 6e  | 57  | 38 | 14 | 15 | 9  | 41 | 32 | 9   | 1/2 f.  | 1er tour     |     |    | Claudiu Keserü   | 9  | Jean-Louis Garcia | +006 485, |
| 2011-2012 | L2       | 11e | 51  | 38 | 13 | 12 | 13 | 44 | 45 | -1  | 16e f.  | 1er tour     |     |    | Claudiu Keserü   | 6  | Stéphane Moulin   | +006 951, |
| 2012-2013 | L2       | 5e  | 61  | 38 | 17 | 10 | 11 | 52 | 39 | 13  | 8e tour | 16e f.       |     |    | Claudiu Keserü   | 17 | Stéphane Moulin   | +008 381, |
| 2013-2014 | L2       | 9e  | 55  | 38 | 14 | 13 | 11 | 46 | 45 | 1   | 1/2 f.  | 1er tour     |     |    | Mohamed Yattara  | 15 | Stéphane Moulin   | +008 263, |
| 2014-2015 | L2       | 3e  | 64  | 38 | 18 | 10 | 10 | 47 | 30 | 17  | 8e tour | 2e tour      |     |    | Jonathan Kodjia  | 15 | Stéphane Moulin   | +008 621, |
| 2015-2016 | L1       | 9e  | 50  | 38 | 13 | 11 | 14 | 40 | 38 | 2   | 16ef.   | 16e f.       |     |    | Cheikh N'Doye    | 10 | Stéphane Moulin   | +013 500, |
| 2016-2017 | L1       | 12e | 46  | 38 | 13 | 7  | 18 | 40 | 49 | -9  | Finale  | 16e f.       |     |    | Famara Diedhiou  | 8  | Stéphane Moulin   | +011 955, |
| 2017-2018 | L1       | 14e | 41  | 38 | 9  | 14 | 15 | 42 | 52 | -10 | 1/32 f. | 1/4 f.       |     |    | Karl Toko-Ekambi | 16 | Stéphane Moulin   | +011 062, |
| 2018-2019 | L1       | 13e | 46  | 38 | 10 | 16 | 12 | 44 | 49 | -5  | 1/32 f. | 1/32 f.      |     |    | Stéphane Bahoken | 11 | Stéphane Moulin   | +011 098, |
| 2019-2020 | L1       | 11e | 39  | 28 | 11 | 6  | 11 | 28 | 33 | -5  | 1/8 f.  | 1/16 f.      |     |    | Rachid Alioui    | 6  | Stéphane Moulin   | +009 901, |

Depuis 2020 : SM Caen (président exécutif)
| Saison    | Champ | Cl  | Pts | J  | G  | N  | P  | Bp | Bc | Dif | CdF     | CdL | TdC | CE | M. buteur       | B  | Entraîneur                             | Aff       |
| --------- | ----- | --- | --- | -- | -- | -- | -- | -- | -- | --- | ------- | --- | --- | -- | --------------- | -- | -------------------------------------- | --------- |
| 2020-2021 | L2    | 17e | 41  | 38 | 9  | 14 | 15 | 34 | 49 | -15 | 1/32 f. |     |     |    | Yacine Bammou   | 6  | Pascal Dupraz, puis Fabrice Vandeputte | +004 276, |
| 2021-2022 | L2    | 7e  | 50  | 38 | 13 | 11 | 14 | 51 | 42 | 9   |         |     |     |    | Alexandre Mendy | 16 | Stéphane Moulin                        |           |

## Palmarès de joueur
- Vainqueur de la Coupe d'été en 1992 avec Montpellier HSC